# Brattås fornlämningsområde
Brattås fornlämningsområde är ett gravfält i Röra församling på Orust i Bohuslän som till största delen består av gravar från järnåldern. Men det som fångar upp intresset hos besökarna är en dös och en gånggrift, endast 100–200 meter från varandra, från yngre stenåldern. Dösen i Brattås är det äldsta fornminnet på platsen och vid en undersökning 1915 fann man där rester av lerkärl och en flintdolk. Den ligger i en hög och saknar takblock. Även gånggriften ligger i en hög och takhällarna är avlyfta. Dess kammare är fyra meter lång. Järnåldersgravarna består av 16 runda gravhögar och två ovala.

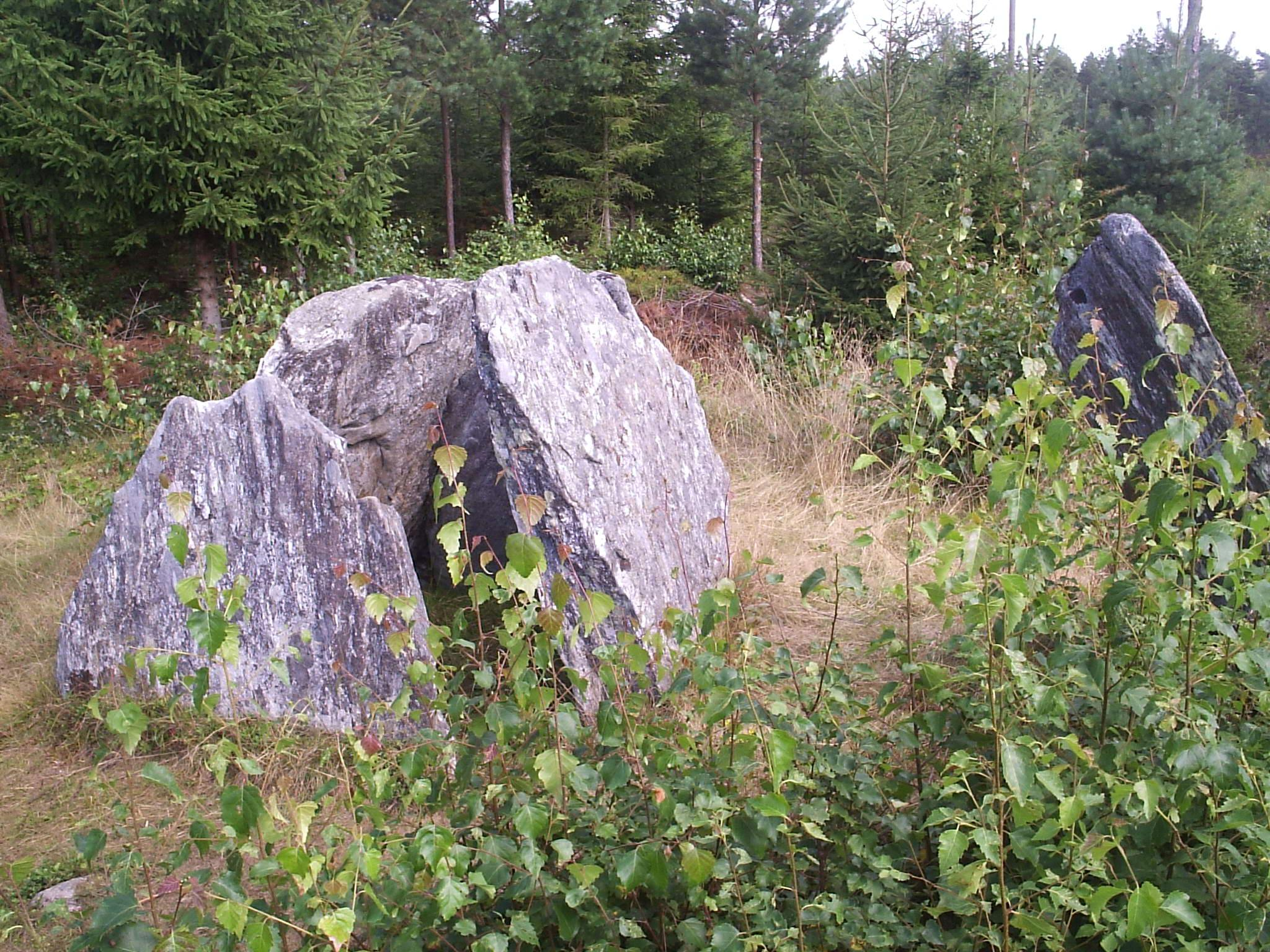
Dösen saknar sin takhäll.
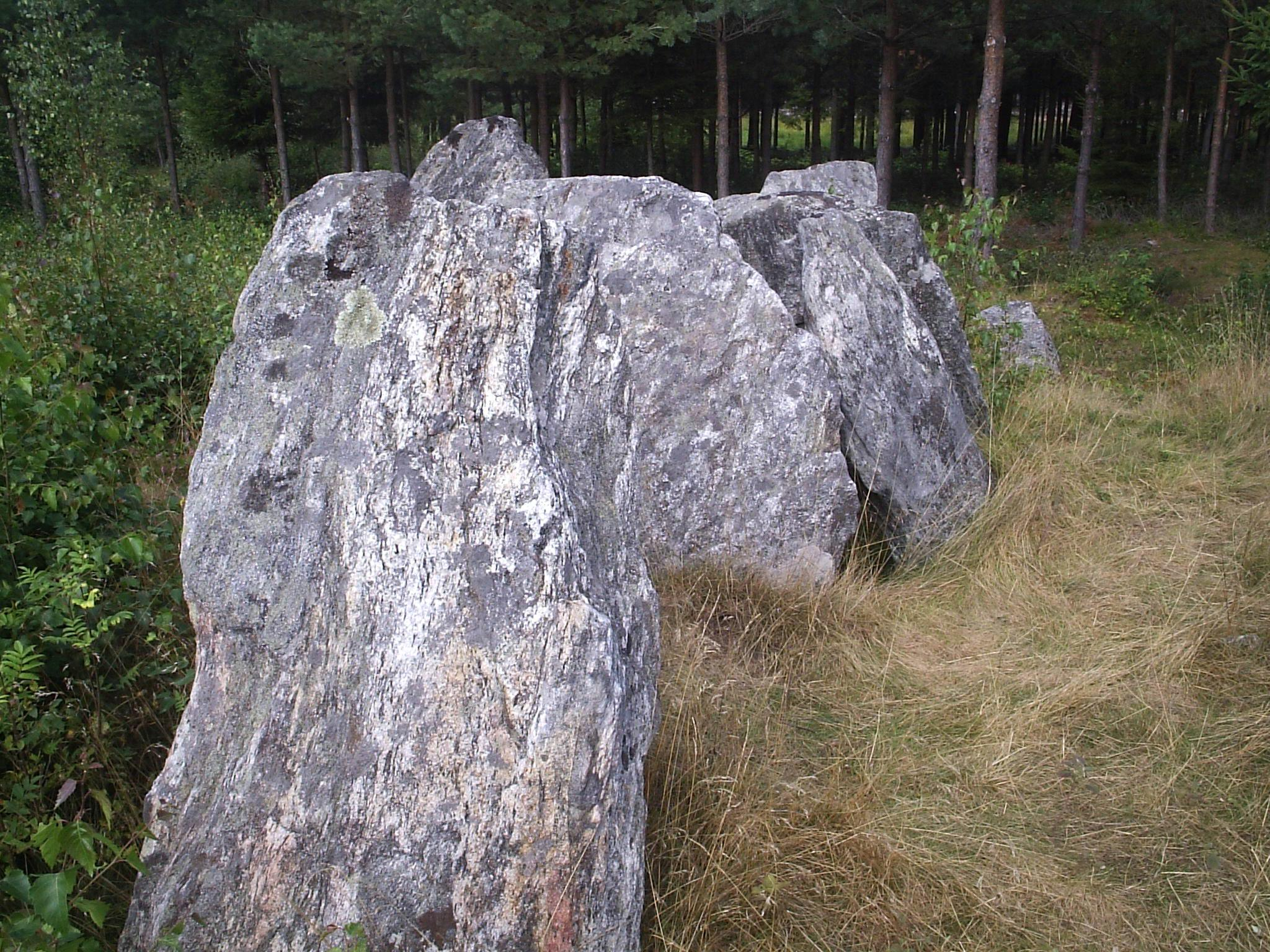
Dösen omges av flera stående hällar, kan tidigare ha varit en del av dösens takbärande hällar (för nu är de bara fyra) och själva takhällen.
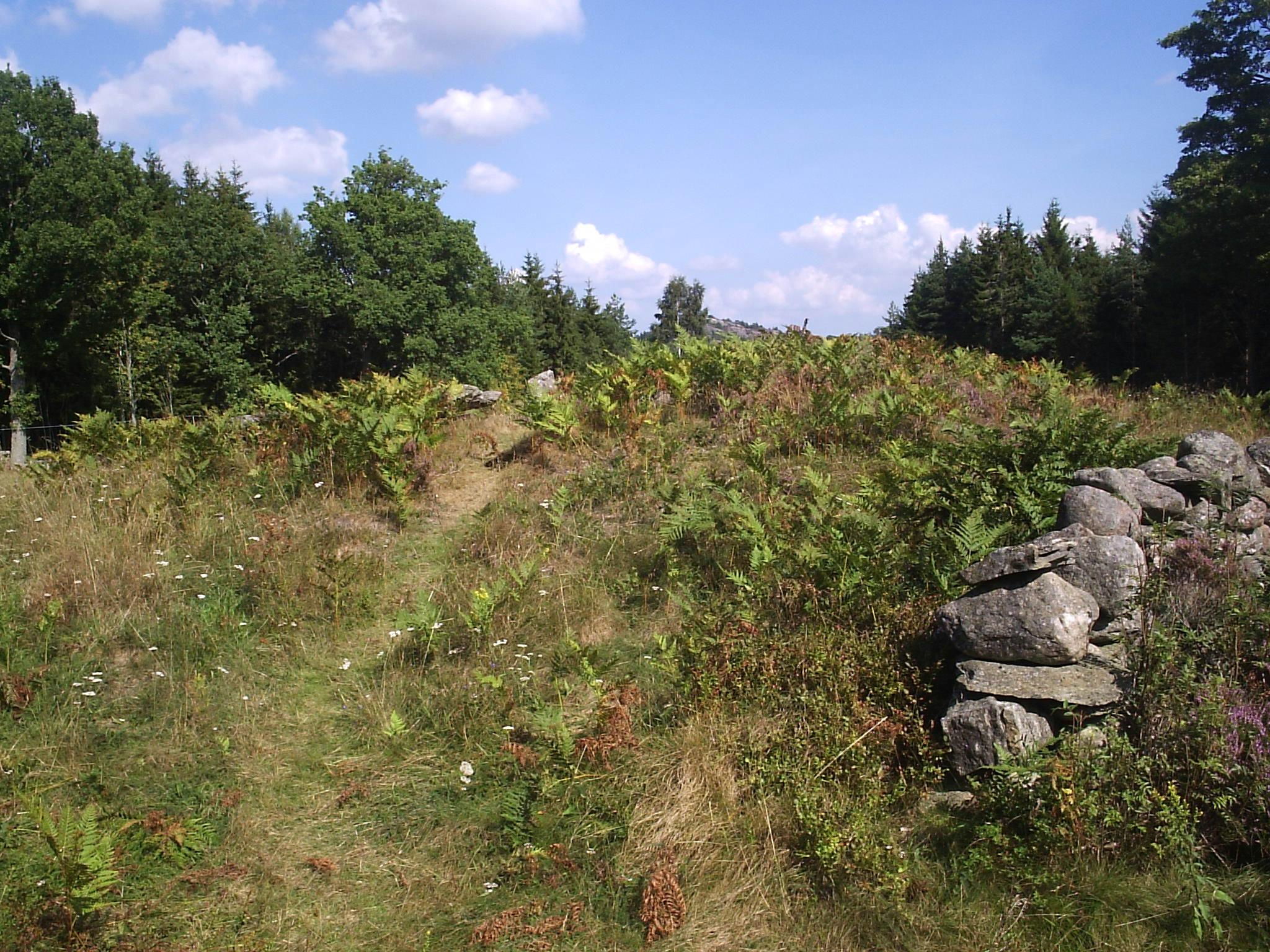
Gånggriftens jordomgärdade kulle.
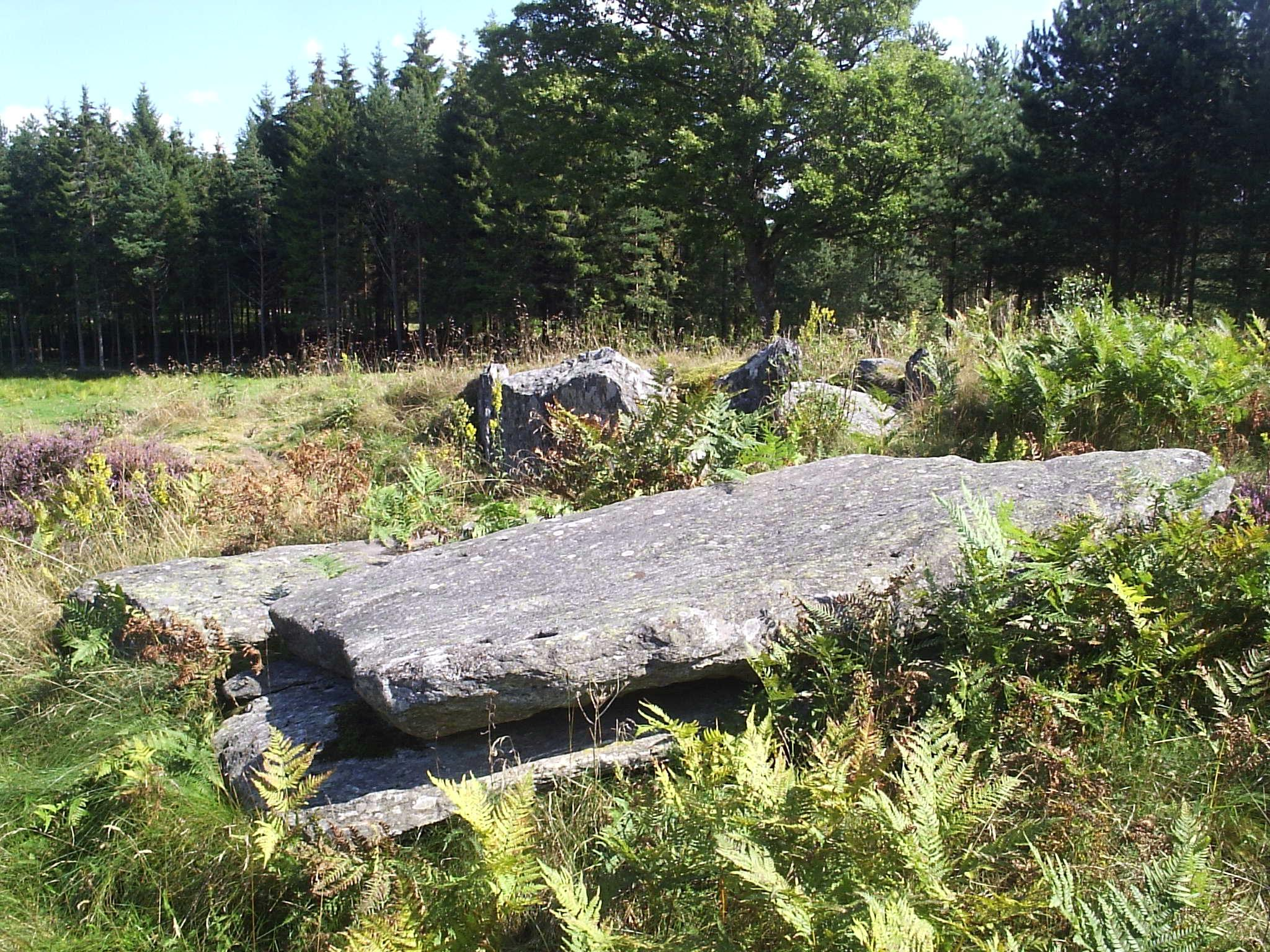
Gånggriftens takhällar ligger bredvid själva gravkammaren. Den stora stenen närmast i bild har skålgropar i nedersta vänstra hörnet av bilden. Denna häll har också borrhål, kanske från undersökning under tidigt 1900-tal?
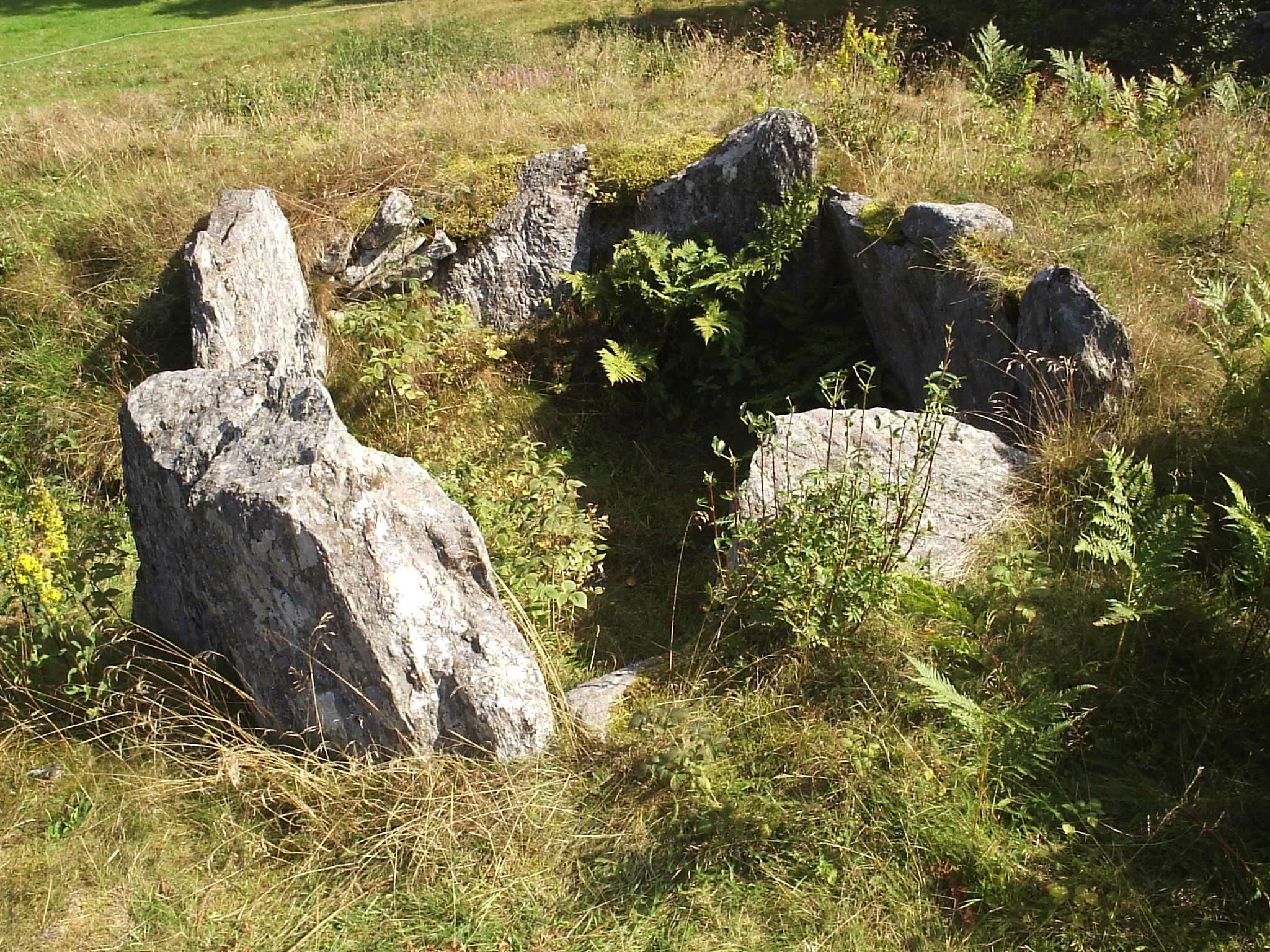
Gravkammaren
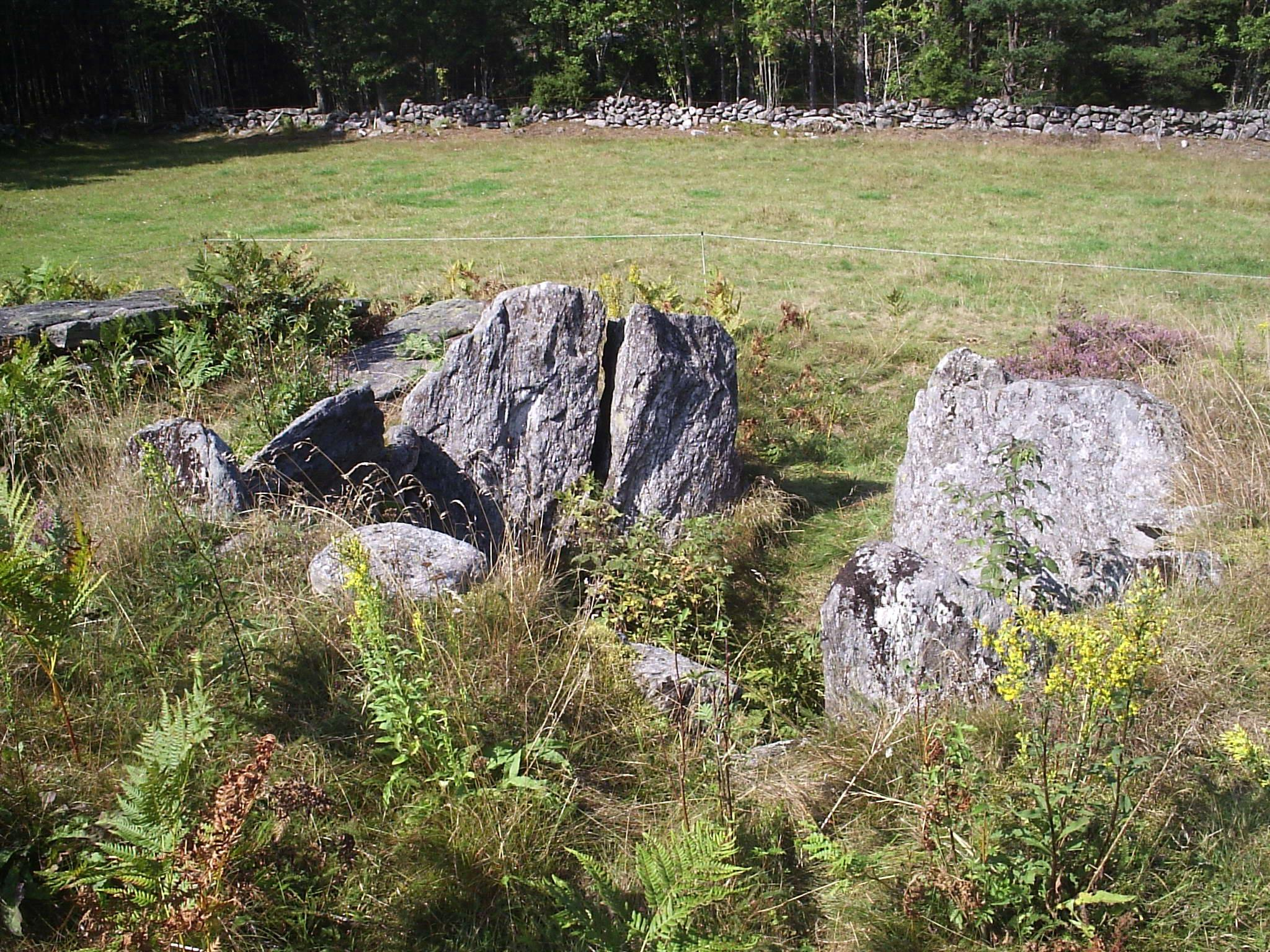
Från gravkammaren ser man i bildens mitt hur gången till själva kammaren löper, även om kantstenarna saknas.
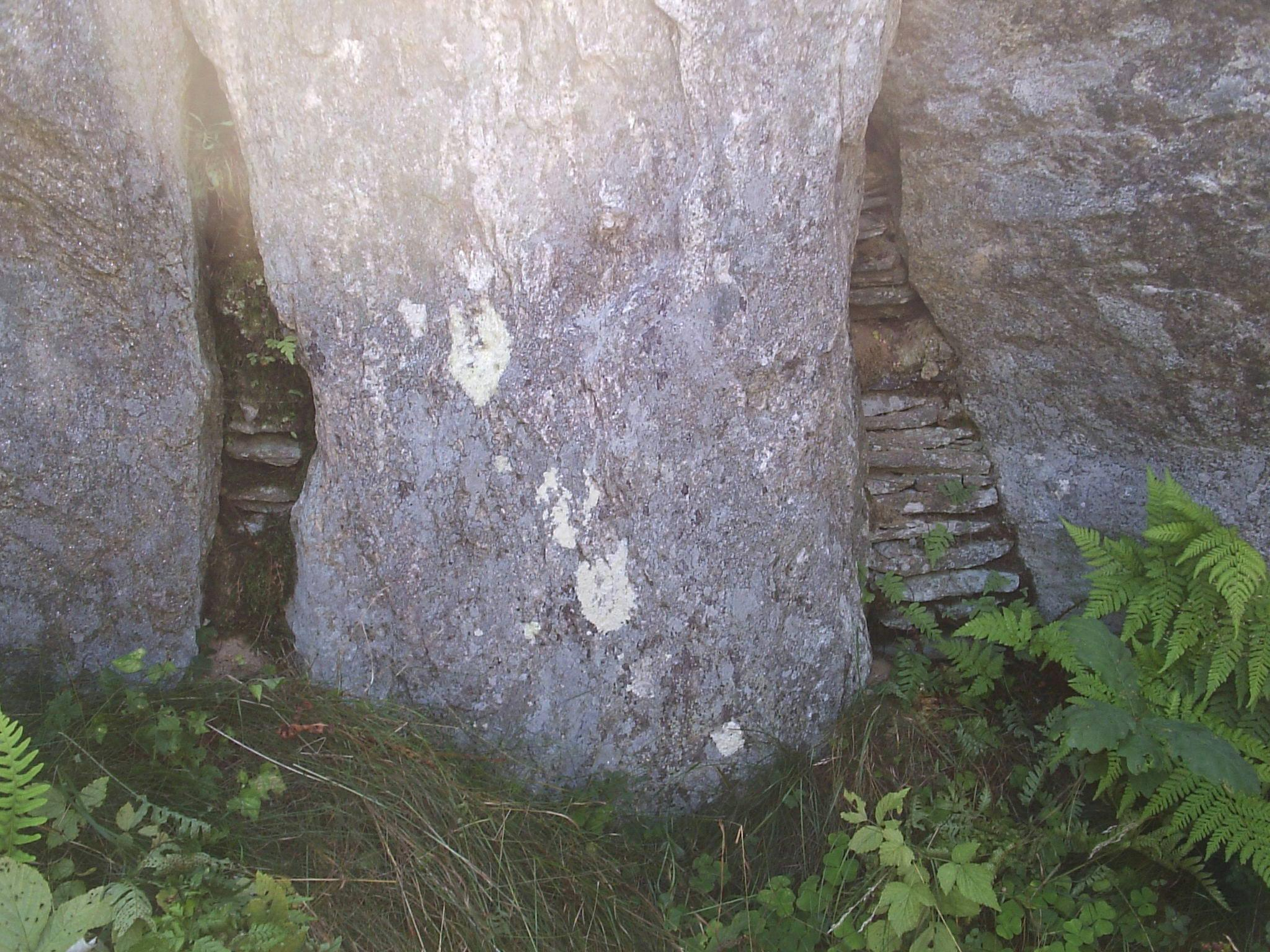
Gånggriften är intressant på så sätt att kallmurningen mellan de stora stående takbärande hällarna finns delvis kvar. Kallmurning heter det när man murar utan murbruk.